# Kári Jónsson
Kári Jónsson (Reykjavik, 27 de agosto de 1997) es un jugador de baloncesto profesional islandés que juega en el Valur Reykjavík de la Domino's deildin islandesa. Con 1,91 metros de altura, juega en la posición de base.

## Carrera deportiva
Jónsson es un base formado en el Haukar de su país natal, con el que debutó en la primera división de su país y sería un jugador destacado durante varias temporadas (2013-2016).
En la temporada 2016-17, el base se marcha a USA para jugar en los Drexel Dragons de la NCAA. Al año siguiente, regresa a las filas del Haukar, donde en la temporada 2017-18 fue uno de los jugadores más destacados con 19,8 puntos y 5 asistencias por partido. Además, ha fue elegido en el cinco ideal de la Liga islandesa del curso 2017/18. Es internacional con las categorías inferiores y Jonsson debutó con la selección nacional en los partidos de clasificación para el Mundial 2019.
En agosto de 2018, el base islandés firma por una temporada con el filial azulgrana, el FC Barcelona B para competir en la liga LEB Oro.
El 10 de septiembre de 2019, Jónsson regresó a Islandia para fichar por su equipo de formación, el Haukar Hafnarfjörður.
El 3 de diciembre de 2020, firma por el conjunto gerundense del Bàsquet Girona de Liga LEB Oro, para cubrir la baja de Álex Llorca.
El 28 de agosto de 2021 ficha por el Valur Reykjavík de la Domino's deildin.